# Nuevo Nambu M60
El Nuevo Nambu M60 (ニューナンブM60?) es un revólver japonés de doble acción que dispara el cartucho .38 Special, cuyo diseño se basó en los revólveres de Smith & Wesson.
Fue diseñado y producido por Industrias Shin-Chuō, que más tarde se fusionó con Minebea. Se le llamó "Nuevo Nambu" en honor a Kijirō Nambu, un importante diseñador de armas de fuego y fundador de las Industrias Shin-Chuō. Se han producido aproximadamente 133.400 revólveres desde 1960. Su producción cesó en 1999, pero todavía es una de las armas de fuego estándar de los agentes policiales japoneses.

## Historia
Antes de la Segunda Guerra Mundial, la mayoría de agentes policiales japoneses solamente iban armados con un guntō. Durante la ocupación de Japón, el Comandante supremo de las Potencias Aliadas sugirió que fuesen equipados con armas de fuego. Debido a los insuficientes lotes de pistolas y revólveres japoneses, a partir de 1949 la Policía de Japón recibió armas cortas prestadas por los Aliados y para 1951, todos los agentes estuvieron equipados con armas cortas.
Inicialmente, los tipos de armas cortas variaban, pero las pistolas M1911 y los revólveres M1917, Smith & Wesson Military & Police y Colt Official Police eran empleados como las principales armas cortas. Los revólveres de calibre 9 mm (.38) tuvieron una buena recepción, pero las pistolas y revólveres de calibre 11,43 mm (.45) eran demasiado grandes para portar y empuñar por agentes de menor estatura, en especial mujeres. Los revólveres M1917 empezaron a considerarse obsoletos y se deterioraron mucho, por lo que los fallos o su reducida precisión fueron un problema. En respuesta a estos problemas, el Cuartel General de la Policía Rural Nacional (uno de los predecesores de la Agencia Nacional de Policía) y algunos departamentos de Policía municipal (predecesores de los Departamentos de Policía prefecturales) empezaron a importar revólveres de bolsillo calibre 9 mm, tales como el Smith & Wesson Chiefs Special y el Colt Detective Special. Pero a causa del gran número de armas cortas que debían reemplazarse y la política de protección al crecimiento industrial, el Ministerio de Comercio Internacional e Industria de Japón (MCII) se orientó hacia la producción local de armas cortas para la Policía.
Su desarrollo se inició en 1957 por las Industrias Shin-Chuō, bajo la dirección del MCII para promover la producción local de armas cortas. Se promovió en paralelo y al mismo tiempo el desarrollo de tres armas cortas: pistolas semiautomáticas de 7,65 mm, pistolas semiautomáticas de 9 mm y revólveres de 9 mm. Las pistolas semiautomáticas fueron completadas como las Nueva Nambu M57, pero ninguna de ellas fue producida en serie. Por otra parte, el revólver fue completado como el Nuevo Nambu M60 y fue considerado adecuado por la Agencia Nacional de Policía, por lo que empezó a producirse en serie en 1960.
Su producción cesó en 1999. Más tarde se consideró el desarrollo de pistolas semiautomáticas de bolsillo, pero este plan fue abandonado después del despliegue de pequeñas cantidades de la SIG Sauer P230. Finalmente se reanudaron las importaciones desde Estados Unidos, por lo cual se compraron revólveres Smith & Wesson Modelo 37 y una variante del Smith & Wesson Modelo 360 (SAKURA M360J) para equipar a los agentes uniformados.

## Diseño
Su diseño se basó en los revólveres Smith & Wesson con armazón "J" y con armazón "K". Tiene un tambor de cinco cartuchos, pero no puede ser recargado con un "cargador rápido" para armazón "J" porque es ligeramente más grande. El ánima del cañón tiene cinco estrías dextrógiras, con una tasa de rotación de 1 en 381 mm. La longitud del cañón varía desde 51 mm hasta 77 mm.
El gatillo es de doble acción. Cuando dispara en acción simple tiene una excelente precisión, haciendo agrupaciones de 50 mm a una distancia de 25 m.

## Variantes
El Nuevo Nambu M60 fue fabricado con cañón de 51 mm o de 77 mm.
Se consideró producir una variante para tiro deportivo equipada con un cañón pesado más largo, alza ajustable y empuñadura ajustable de competición llamada Nuevo Nambu M60 Sakura, pero el proyecto no pasó de la fase de prototipo. Solamente se exportaron tres prototipos a Europa.